# Sagitario A
Sagitario A (o Sgr A) es una fuente de emisión de radio compleja situada en el centro de la Vía Láctea Debe su nombre a su ubicación en la constelación de Sagitario, y está oculto a la vista en longitudes de onda ópticas por grandes nubes de polvo cósmico en los brazos espirales de la Vía Láctea.
Está formada por tres componentes: 
- Sagitario A Este, los restos de una supernova
- Sagitario A Oeste, una estructura en espiral situada en la constelación de Sagitario
- Sagitario A*, el agujero negro supermasivo del centro galáctico de la Vía Láctea.

## En cultura popular
- En el videojuego de simulación espacial Elite: Dangerous de 2014, los jugadores pueden viajar a Sagitario A*, en las versiones del juego para Xbox One y PlayStation.
- En la serie de televisión Community, Pierce Hawthorne menciona que, en su opinión, Sagitario A* es el único agujero negro que vale la pena estudiar.
- En el arco final de la serie de manga Sailor Moon, "Sagittarius Zero Star" es la ubicación de la Galaxy Cauldron, un artefacto ficticio que sirve como lugar de nacimiento de toda la vida en la Vía Láctea.
- Saggitarius A* es el nombre de una de las canciones del álbum Zeros del cantante británico Declan McKenna.